# طوماش إنغ
طوماش إنغ (بالتشيكية: Tomáš Enge)‏ هو سائق سيارة سباق تشيكي، ولد في 11 سبتمبر 1976 في ليبيريتس في التشيك.

## وصلات خارجية
- الموقع الرسمي
- طوماش إنغ على موقع Racing-Reference.info (الإنجليزية)
- طوماش إنغ على موقع DriverDB.com (الإنجليزية)
- طوماش إنغ على موقع eWRC-results.com (الإنجليزية)